# Stenochironomus aculeatus
Stenochironomus aculeatus är en tvåvingeart som beskrevs av Art Borkent 1984. Stenochironomus aculeatus ingår i släktet Stenochironomus och familjen fjädermyggor. Inga underarter finns listade i Catalogue of Life.